# Praha, Josefov–Libeň (volební obvod Českého zemského sněmu)
Praha, Josefov–Libeň (do roku 1901 Praha, Josefov) byl volební obvod, který volil dva poslance Českého zemského sněmu. Zahrnoval pražskou čtvrť Praha V (Josefov) a od roku 1901 také Prahu VIII - do té doby samostatné město Libeň. V rámci kuriového volebního systému se jednalo o skupinu měst a průmyslových míst. Volební obvod byl zřízen s ustavením voleného sněmu v roce 1861 a definitivně zanikl se vznikem Československa roku 1918.

## Charakteristika obvodu
| Rok           | 1861 | 1867 | 1870 | 1872 | 1878 | 1883 | 1889 | 1895 | 1901  | 1908  |
| ------------- | ---- | ---- | ---- | ---- | ---- | ---- | ---- | ---- | ----- | ----- |
| Počet voličů  | 171  | 136  | 231  | 175  | 171  | 211  | 403  | 269  | 1 206 | 1 524 |
| Volební účast | 88,3 | 69,9 | 71,4 | 90,3 | 95,9 | 96,2 | 92,8 | 63,9 | 66,3  | 89,1  |

Volby probíhaly většinovým systémem blokového hlasování, kdy měl každý volič dva hlasy; pokud první dva kandidáti nezískali více než 50 % hlasů, konalo se další kolo hlasování. V historii obvodu se tak stalo pouze jednou - v roce 1901. Volební právo bylo po celou dobu existence okresu omezené podle daňového cenzu, volit mohli pouze občané daných měst platící alespoň 5 zlatých přímých daní. Volební řád nespecifikoval pohlaví oprávněných voličů, v praxi však úřady k volbám připouštěly pouze muže. Roku 1908 mělo volební právo 5 % občanského obyvatelstva, v roce 1895 (před připojením Libně) však pouze něco přes 2 %.
Od šedesátých do osmdesátých let 19. století v obvodě kvůli velmi malému počtu voličů dominovala německá Ústavní strana. Ve volbách 1883 zde poprvé velmi těsně zvítězili kandidáti české Národní strany. Ta v Josefově převažovala až do zemských voleb roku 1895, kdy jí v pozici dominantní strany (stejně jako ve zbytku království) vystřídala mladočeská Národní strana svobodomyslná. V letech 1901 a 1908 dosáhli velmi nadprůměrných výsledků kandidáti sociální demokracie (nad 40 % hlasů).

## Seznam poslanců
| Volby         | Poslanec | Poslanec        | Strana      | Poslanec         | Poslanec           | Strana      |
| ------------- | -------- | --------------- | ----------- | ---------------- | ------------------ | ----------- |
| 1861          |          | Ludwig Tedesco  | ústavověrný |                  | Leopold von Lämmel | ústavověrný |
| 1867 (leden)  |          | Ludwig Tedesco  | ústavověrný | Friedrich Wiener | ústavověrný        |             |
| 1867 (březen) |          | Ludwig Tedesco  | ústavověrný | Friedrich Wiener | ústavověrný        |             |
| 1870          |          | Ludwig Tedesco  | ústavověrný | Friedrich Wiener | ústavověrný        |             |
| 1872          |          | Ludwig Tedesco  | ústavověrný | Friedrich Wiener | ústavověrný        |             |
| 1878          |          | Ludwig Tedesco  | ústavověrný | Friedrich Wiener | ústavověrný        |             |
| 1883          |          | Josef Žalud     | staročeši   |                  | Julius Reitler     | staročeši   |
| 1889          |          | Josef Žalud     | staročeši   | Josef Inwald     | nezávislý          |             |
| 1895          |          | Josef Žalud     | mladočeši   |                  | Jakub Scharf       | mladočeši   |
| 1901          |          | František Filip | mladočeši   |                  | Josef Macháček     | mladočeši   |
| 1908          |          | František Filip | mladočeši   |                  | Josef Macháček     | mladočeši   |

## Volby

### Volby 1908
| Zemské volby 1908        |                          |                          |             |             |             |
| Kandidát                 | Kandidát                 | Strana                   | První volba | První volba | První volba |
| Kandidát                 | Kandidát                 | Strana                   | Hlasy       | %           | ±%          |
|                          | František Filip          | Mladočeši                | 727         | 53,7        | -7,6        |
|                          | Josef Macháček           | Mladočeši                | 717         | 52,9        | -4,0        |
|                          | Alfréd Meissner          | Sociální demokraté       | 593         | 43,8        | +2,8        |
|                          | Antonín Němec            | Sociální demokraté       | 575         | 42,4        |             |
|                          | Wilhelm Wertheimer       | německý kandidát         | 44          | 3,2         |             |
|                          | Anton Frank              | německý kandidát         | 43          | 3,2         |             |
|                          | roztříštěné hlasy        | roztříštěné hlasy        | 8           | 0,6         | +0,5        |
| neplatné a prázdné hlasy | neplatné a prázdné hlasy | neplatné a prázdné hlasy | 3           | 0,2         |             |
| Celkem/účast             | Celkem/účast             | Celkem/účast             | 1 358       | 89,1        | +22,8       |
|                          | Mladočeši obhájili       | Mladočeši obhájili       | ±           |             |             |
|                          | Mladočeši obhájili       | Mladočeši obhájili       | ±           |             |             |

### Volby 1901
| Zemské volby 1901        |                          |                          |             |             |             |            |            |            |
| Kandidát                 | Kandidát                 | Strana                   | První volba | První volba | První volba | Užší volba | Užší volba | Užší volba |
| Kandidát                 | Kandidát                 | Strana                   | Hlasy       | %           | ±%          | Hlasy      | %          | ±%         |
|                          | František Filip          | Mladočeši                | 363         | 45,5        |             | 596        | 61,3       |            |
|                          | Josef Macháček           | Mladočeši                | 44          | 5,5         |             | 553        | 56,9       |            |
|                          | Alfréd Meissner          | Sociální demokraté       | 321         | 40,2        |             | 399        | 41,0       |            |
|                          | Josef Schuster           | Sociální demokraté       | 303         | 38,0        |             | 403        | 41,5       |            |
|                          | Jakub Scharf             | Mladočeši                | 257         | 32,2        | -57,3       | 6          | 0,6        |            |
|                          | Josef Sláma              | Národní sociálové        | 106         | 13,3        |             |            |            |            |
|                          | František Roček          | Antisemité               | 104         | 13,0        |             |            |            |            |
|                          | Alois Zámyslický         | Národní sociálové        | 81          | 10,2        |             |            |            |            |
|                          | roztříštěné hlasy        | roztříštěné hlasy        | 1           | 0,1         | -12,1       |            |            |            |
| neplatné a prázdné hlasy | neplatné a prázdné hlasy | neplatné a prázdné hlasy | 1           | 0,4         |             | 0          | 0,0        |            |
| Celkem/účast             | Celkem/účast             | Celkem/účast             | 799         | 66,3        | +2,4        | 972        | 80,5       |            |
|                          | Mladočeši obhájili       | Mladočeši obhájili       | ±           |             |             |            |            |            |
|                          | Mladočeši obhájili       | Mladočeši obhájili       | ±           |             |             |            |            |            |

### Volby 1895
| Zemské volby 1895        |                                  |                                  |             |             |             |
| Kandidát                 | Kandidát                         | Strana                           | První volba | První volba | První volba |
| Kandidát                 | Kandidát                         | Strana                           | Hlasy       | %           | ±%          |
|                          | Josef Žalud                      | Mladočeši                        | 154         | 89,5        | +34,4       |
|                          | Jakub Scharf                     | Mladočeši                        | 154         | 89,5        |             |
|                          | roztříštěné hlasy                | roztříštěné hlasy                | 21          | 12,2        | +12,2       |
| neplatné a prázdné hlasy | neplatné a prázdné hlasy         | neplatné a prázdné hlasy         | 0           | 0,0         |             |
| Celkem/účast             | Celkem/účast                     | Celkem/účast                     | 172         | 63,9        | -28,9       |
|                          | Mladočeši získali od nezávislého | Mladočeši získali od nezávislého | ±           |             |             |
|                          | Mladočeši získali od staročechů  | Mladočeši získali od staročechů  | ±           |             |             |

### Volby 1889
| Zemské volby 1889        |                                |                                |             |             |             |
| Kandidát                 | Kandidát                       | Strana                         | První volba | První volba | První volba |
| Kandidát                 | Kandidát                       | Strana                         | Hlasy       | %           | ±%          |
|                          | Josef Inwald                   | český nezávislý                | 336         | 89,8        |             |
|                          | Josef Žalud                    | Staročeši                      | 206         | 55,1        | +3,9        |
|                          | Jan Strakatý                   | Mladočeši                      | 136         | 36,4        |             |
|                          | Otto Forchheimer               | Němečtí liberálové             | 33          | 8,8         |             |
|                          | Alexander Richter              | Němečtí liberálové             | 26          | 7,0         |             |
| neplatné a prázdné hlasy |                                |                                |             |             |             |
| Celkem/účast             | Celkem/účast                   | Celkem/účast                   | 374         | 92,8        | +3,4        |
|                          | nezávislý získal od staročechů | nezávislý získal od staročechů | ±           |             |             |
|                          | Staročeši obhájili             | Staročeši obhájili             | ±           |             |             |

### Volby 1883
| Zemské volby 1883        |                                    |                                    |             |             |             |
| Kandidát                 | Kandidát                           | Strana                             | První volba | První volba | První volba |
| Kandidát                 | Kandidát                           | Strana                             | Hlasy       | %           | ±%          |
|                          | Josef Žalud                        | Staročeši                          | 104         | 51,2        |             |
|                          | Julius Reitler                     | Staročeši                          | 103         | 50,7        | +23,9       |
|                          | Ludwig Tedesco                     | Ústavověrný                        | 100         | 49,3        | -20,2       |
|                          | Friedrich Wiener                   | Ústavověrný                        | 98          | 48,3        | -23,0       |
| neplatné a prázdné hlasy | neplatné a prázdné hlasy           | neplatné a prázdné hlasy           | 0           | 0,0         |             |
| Celkem/účast             | Celkem/účast                       | Celkem/účast                       | 203         | 96,2        | +0,3        |
|                          | Staročeši získali od ústavověrných | Staročeši získali od ústavověrných | ±           |             |             |
|                          | Staročeši získali od ústavověrných | Staročeši získali od ústavověrných | ±           |             |             |

### Volby 1878
| Zemské volby 1878        |                      |                      |             |             |             |
| Kandidát                 | Kandidát             | Strana               | První volba | První volba | První volba |
| Kandidát                 | Kandidát             | Strana               | Hlasy       | %           | ±%          |
|                          | Friedrich Wiener     | Ústavověrný          | 117         | 71,3        | +8,6        |
|                          | Ludwig Tedesco       | Ústavověrný          | 114         | 69,5        | +5,6        |
|                          | Ferdinand Vališ      | český nezávislý      | 46          | 28,0        |             |
|                          | Julius Reitler       | český nezávislý      | 44          | 26,8        | -9,9        |
|                          | roztříštěné hlasy    | roztříštěné hlasy    | 4           | 2,4         | +0,5        |
| neplatné a prázdné hlasy |                      |                      |             |             |             |
| Celkem/účast             | Celkem/účast         | Celkem/účast         | 164         | 95,9        | +5,6        |
|                          | Ústavověrní obhájili | Ústavověrní obhájili | ±           |             |             |
|                          | Ústavověrní obhájili | Ústavověrní obhájili | ±           |             |             |

### Volby 1872
| Zemské volby 1872        |                          |                          |             |             |             |
| Kandidát                 | Kandidát                 | Strana                   | První volba | První volba | První volba |
| Kandidát                 | Kandidát                 | Strana                   | Hlasy       | %           | ±%          |
|                          | Ludwig Tedesco           | Ústavověrný              | 101         | 63,9        | -7,0        |
|                          | Friedrich Wiener         | Ústavověrný              | 99          | 62,7        | -5,8        |
|                          | Julius Reitler           | český nezávislý          | 58          | 36,7        |             |
|                          | Jakub Brandeis           | český nezávislý          | 56          | 35,4        | +33,0       |
| neplatné a prázdné hlasy | neplatné a prázdné hlasy | neplatné a prázdné hlasy | 0           | 0,0         |             |
| Celkem/účast             | Celkem/účast             | Celkem/účast             | 158         | 90,3        | +18,9       |
|                          | Ústavověrní obhájili     | Ústavověrní obhájili     | ±           |             |             |
|                          | Ústavověrní obhájili     | Ústavověrní obhájili     | ±           |             |             |

### Volby 1870
| Zemské volby 1870        |                          |                          |             |             |             |
| Kandidát                 | Kandidát                 | Strana                   | První volba | První volba | První volba |
| Kandidát                 | Kandidát                 | Strana                   | Hlasy       | %           | ±%          |
|                          | Ludwig Tedesco           | Ústavověrný              | 117         | 70,9        | -24,9       |
|                          | Friedrich Wiener         | Ústavověrný              | 113         | 68,5        | -26,2       |
|                          | Jan Bláha                | Staročeši                | 48          | 29,1        |             |
|                          | Siegfried Kapper         | Staročeši                | 47          | 28,5        |             |
|                          | Jakub Brandeis           | český nezávislý          | 4           | 2,4         |             |
| neplatné a prázdné hlasy | neplatné a prázdné hlasy | neplatné a prázdné hlasy | 0           | 0,0         |             |
| Celkem/účast             | Celkem/účast             | Celkem/účast             | 165         | 71,4        | +1,5        |
|                          | Ústavověrní obhájili     | Ústavověrní obhájili     | ±           |             |             |
|                          | Ústavověrní obhájili     | Ústavověrní obhájili     | ±           |             |             |

### Volby 1867 (březen)
| Zemské volby 1867 (březen) |                          |                          |             |             |             |
| Kandidát                   | Kandidát                 | Strana                   | První volba | První volba | První volba |
| Kandidát                   | Kandidát                 | Strana                   | Hlasy       | %           | ±%          |
|                            | Ludwig Tedesco           | Ústavověrný              | 91          | 95,8        | +22,2       |
|                            | Friedrich Wiener         | Ústavověrný              | 90          | 94,7        | +21,1       |
|                            | roztříštěné hlasy        | roztříštěné hlasy        | 8           | 8,4         | -2,6        |
| neplatné a prázdné hlasy   | neplatné a prázdné hlasy | neplatné a prázdné hlasy | 0           | 0,0         |             |
| Celkem/účast               | Celkem/účast             | Celkem/účast             | 95          | 69,9        | -19,2       |
|                            | Ústavověrní obhájili     | Ústavověrní obhájili     | ±           |             |             |
|                            | Ústavověrní obhájili     | Ústavověrní obhájili     | ±           |             |             |

### Volby 1867 (leden)
| Zemské volby 1867 (leden) |                          |                          |             |             |             |
| Kandidát                  | Kandidát                 | Strana                   | První volba | První volba | První volba |
| Kandidát                  | Kandidát                 | Strana                   | Hlasy       | %           | ±%          |
|                           | Friedrich Wiener         | Ústavověrný              | 81          | 73,6        |             |
|                           | Ludwig Tedesco           | Ústavověrný              | 78          | 70,9        | +20,6       |
|                           | Bohumil Bondy            | Staročeši                | 50          | 45,5        |             |
|                           | roztříštěné hlasy        | roztříštěné hlasy        | 11          | 10,0        | +10,0       |
| neplatné a prázdné hlasy  | neplatné a prázdné hlasy | neplatné a prázdné hlasy | 0           | 0,0         |             |
| Celkem/účast              | Celkem/účast             | Celkem/účast             | 110         | 79,1        | +9,1        |
|                           | Ústavověrní obhájili     | Ústavověrní obhájili     | ±           |             |             |
|                           | Ústavověrní obhájili     | Ústavověrní obhájili     | ±           |             |             |

### Volby 1861
| Zemské volby 1861        |                                  |                                  |             |             |             |
| Kandidát                 | Kandidát                         | Strana                           | První volba | První volba | První volba |
| Kandidát                 | Kandidát                         | Strana                           | Hlasy       | %           | ±%          |
|                          | Leopold von Lämmel               | Ústavověrný                      | 132         | 87,4        |             |
|                          | Ludwig Tedesco                   | Ústavověrný                      | 76          | 50,3        |             |
|                          | Moritz Kämpf                     | německý nezávislý                | 45          | 29,8        |             |
|                          | David Kuh                        | německý nezávislý                | 33          | 21,9        |             |
| neplatné a prázdné hlasy | neplatné a prázdné hlasy         | neplatné a prázdné hlasy         | 0           | 0,0         |             |
| Celkem/účast             | Celkem/účast                     | Celkem/účast                     | 151         | 88,3        |             |
|                          | Ústavověrní získali (nový obvod) | Ústavověrní získali (nový obvod) | ±           |             |             |
|                          | Ústavověrní získali (nový obvod) | Ústavověrní získali (nový obvod) | ±           |             |             |